# Тит Авидий Квиет (консул 111 г.)
Вижте пояснителната страница за други личности с името Тит Авидий Квиет.
Тит Авидий Квиет (на латински: Titus Avidius Quietus) e политик и сенатор на Римската империя през 1 и 2 век.
Произлиза от фамилията Авидии от Фавенция и е син на Тит Авидий Квиет (суфектконсул 93 г.). Той е първи братовчед на Авидия Плавция, която се омъжва за Луций Елий. Фамилията му е с връзки в Гърция и с Плутарх и Плиний Млади.
През 111 г. той е суфектконсул заедно с Луций Егий Марул.